# Imielin
Imielin ( [iˈmʲɛlʲin]IPA, německy Imielin, v letech 1939–1945 Immenau) je město v jižním Polsku ve Slezském vojvodství v okrese Beruň-Lędziny. Leží na historickém území Horního Slezska na západním břehu řeky Přemše, která tvoří zemskou hranicí mezi Slezskem a Malopolskem. Je součástí dvoumilionové katovické konurbace, přičemž ve městě samotném žilo v červnu 2019 mělo 9 175 obyvatel. Patří k oblasti s vysokým podílem slezské národnosti – při posledním sčítání lidu se takto označilo 36,9 % obyvatel beruňsko-lędzinského okresu.

## Historie
První písemná zmínka o Imielinu pochází z roku 1386. O pět let později Jan II. Opavský, tehdejší pán Ratibořska a Pštinska, odstoupil Imielin a sousední vesnice Chełm Śląski a Kosztowy (dnes městská část Myslovic) krakovským biskupům jako odškodnění za vyloupení jejich majetků v Malopolsku. Krakovští biskupové zde měli i moc politickou, tudíž se tyto tři vesnice přestaly považovat za součást Slezska a jakéhokoli státního útvaru, kterému to bývalo podřízeno. Zároveň ale nikdy nebyly oficiálně začleněny do Polského království a polské dobové listiny označují toto území jako extra regnum (mimo království). Zvláštní status Imielinska vzal za své v roce 1772, kdy se ho zmocnil Fridrich Veliký a připojil ho zpátky k teď již pruskému Slezsku.
Po rozdělení Horního Slezska v roce 1922 Imielin připadl Polsku. Roku 1957 získal status sídla městského typu a o deset let později se stal městem. Při správní reformě v roce 1975 byl přičleněn k Tychám, načež roku 1977 přešel k Mysłowicím. K 31. 12. 1994 se opět osamostatnil.
Nejvýznamnější památku Imielina představuje novogotický farní kostel Panny Marie Karmelské z let 1909–1912 s 27 m vysokou věží. Východní část imielinského katastru zaujímá vodní nádrž Dziećkowice, která kromě čerpání pitné vody pro katovickou konurbaci slouží rovněž sportu a rekreaci.

## Doprava
Městečkem prochází železniční trať Katovice – Myslovice – Osvětim a také vojvodská silnice č. 934.